# Pachypodium rosulatum
Pachypodium rosulatum är en oleanderväxtart. Pachypodium rosulatum ingår i släktet Pachypodium och familjen oleanderväxter.

## Underarter
Arten delas in i följande underarter:
- P. r. bemarahense
- P. r. bicolor
- P. r. cactipes
- P. r. gracilius
- P. r. makayense
- P. r. rosulatum
- P. r. drakei